# Casamento Místico de Santa Catarina
Casamento Místico de Santa Catarina (de Alexandria ou de Sena) ou (Virgem e o Menino com as Santas Catarina de Alexandria e Bárbara de Nicomédia) é uma pintura a óleo sobre carvalho datada de c. 1480, do pintor flamengo Hans Memling. 

## Descrição

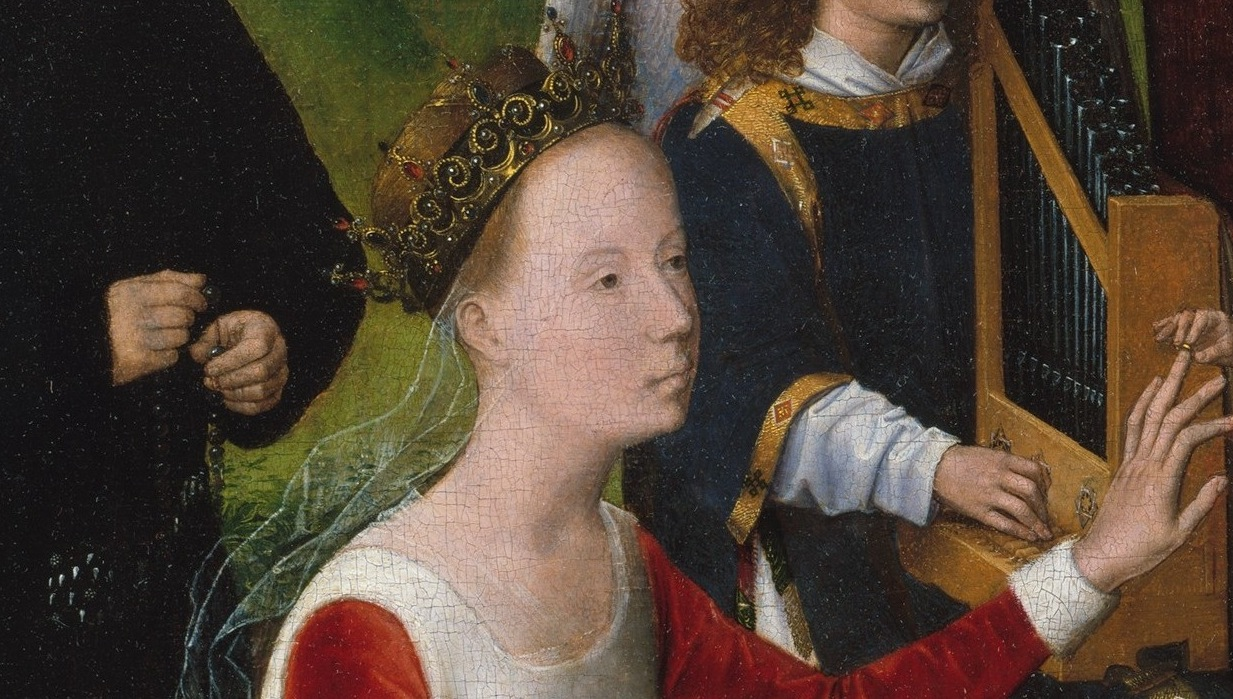
Detalhe da Santa Catarina recebendo o anel, do anjo e do patrono.

Encontra-se, atualmente, no Metropolitan Museum of Art em Nova Iorque. O painel mostra a Virgem, no trono, a segurar o Menino Jesus. Santa Catarina de Alexandria e Santa Bárbara estão sentadas a seu lado. Ao lado do trono, encontram-se anjos a tocar instrumentos; a figura masculina à esquerda presume-se que seja o patrono. A cena está inserida numa paisagem com uma igreja ao fundo que provavelmente seja uma representação da Igreja dos 14 Santos Auxiliares. 
Sendo um retrato devocional de um doador, o painel combina iconografia de Maria e do Menino como hortus conclusus, sacra conversazione e a Virgo inter Virgines – esta última apresenta sempre Maria com Jesus menino e com as Santas Catarina de Alexandria e Bárbara.
Este trabalho é característico do estilo sereno de Memling; tipicamente harmonioso na sua estrutura e cor. Memling combina técnicas aprendidas com os seus antecessores Rogier van der Weyden, do qual provavelmente foi aprendiz, e Jan van Eyck, sintetizando elementos do trabalho deste artista.
A composição é uma cópia quase exata do painel central do Retábulo de São João de Memling . Não se sabe ao certo a data da pintura; 1480 parece ser uma data provável de acordo com a análise aos anéis da sua madeira. O arco da árvore sobre o trono da Virgem foi acrescentado mais tarde, provavelmente no século XVI.
A pintura retrata a Virgem e o Menino Jesus cercados por santos e anjos; o patrono ajoelha-se a esquerda das figuras santas. A Virgem está sentada em um trono sob um baldaquino de um rico brocado com a criança em seu colo. No jardim ao fundo, uma íris é visível. Dois anjos vestidos com roupas litúrgicas e instrumentos musicais estão dos dois lados do trono; o da esquerda toca um órgão portátil e o da direita, uma harpa. A grande mártir virgem, Santa Catarina de Alexandria, está ajoelhada diante a Maria à esquerda, do lado oposto está Santa Bárbara, sentada a direita, lendo um missal. O patrono está ajoelhado atrás de Santa Catarina de Alexandria, segurando um conjunto de contas de rosário. Amarrado em sua cintura, pouco visível, há uma pequena bolsa ou um brasão. 
Santa Catarina de Alexandria sempre foi muito venerada na Idade Média, perdendo em popularidade só para Santa Maria Madalena. O imperador Maxêncio torturou Catarina de Alexandria em uma roda de ferro e, quando ela se proclamou casada com Cristo, cortou-lhe a cabeça. De acordo com sua história, o casamento aconteceu em um sonho do qual ela acordou com um anel em seu dedo. Seus emblemas são uma roda da tortura quebrada e uma espada, vistos em primeiro plano, espreitando sob sua volumosa saia.
Para indicar que faz parte da realeza, Santa Catarina de Alexandria usa uma coroa e está vestida com roupas caras - um manto branco, mangas de veludo vermelho e uma saia com um rico brocado. Ela estende sua mão esquerda para o Menino Jesus, que coloca um anel em seu dedo, simbolizando seu noivado espiritual. James Snyder escreveu que isso é típico da arte de Memlings: "o drama do momento não é de maneira nenhuma refletido nas expressões dos envolvidos". 
Outra noiva é Santa Bárbara, sentada do lado oposto a Santa Catarina de Alexandria, em fronte a uma torre, emblema do lugar onde seu pai a manteve prisioneira e onde ela foi secretamente batizada (outra versão para o prédio que se encontra atrás da pintura). Tem o formato de um ostensório, que abriga hóstia; as três janelas simbolizam a Trindade.
Em 1910, James Weale identificou Santa Catarina de Alexandria como um possível retrato de Maria de Borgonha e Santa Bárbara de Nicomédia muito semelhando com Margarida de Iorque, o que o historiador de arte medieval Thomas Kren acha plausível. As duas mulheres pertenceram ao "Guild of St. Barbara" em Gante; Margarida de Iorque foi uma ávida bibliófila que encomendou vários manuscritos, entre eles "Life of St Catherine".
As características dos rostos femininos mostram o desenvolvimento de Memling, de acordo com Ainsworth, que escreveu que nesse período ele "estabeleceu um certo tipo feminino bem sucedido" com um gracioso rosto oval, olhos grandes e queixos estreitos, e expressões que refletem "um estado de aceitação suave e beatífico". 

## Iconografia

Master of the Virgo inter Virgines, a Virgem e o Menino Jesus com santas mártires. Final dos anos 1480.

Uma representação comum de Maria na arte gótica foi o Hortus conclusus, retratando a Virgem e o Menino Jesus em um jardim fechado. Memling amplia o tema posicionando o grupo contra o fundo de uma paisagem aberta. A pintura também contem elementos de uma sacra conversazione e, mais especificamente, Virgo inter Virgines. Em uma Sacra Conversizione, a Virgem e o Menino Jesus estão agrupados com santos e patronos, enquanto uma Virgo inter Virgines apresenta a Virgem e o menino Jesus somente com santas virgens e mártires e, frequentemente, sem o patrono. O último ganhou popularidade nos Países Baixos durante o fim do século 15; o cenário era quase sempre um jardim fechado, o grupo sempre incluia a Virgem e o Menino Jesus com Santa Catarina de Alexandria e Santa Bárbara de Nicomédia. Frequentemente, o casamento de Santa Catarina de Alexandria é retratado. Dependendo do que era pedido pelo patrono ou dos propósitos da obra, outra virgem santa, como Santa Dorotea ou Santa Cecília, eram adicionadas ao grupo. Paula Pumplin escreveu que o subgênero pode ter sido criado por Hugo van der Goes ou por Memling.